# Adnet

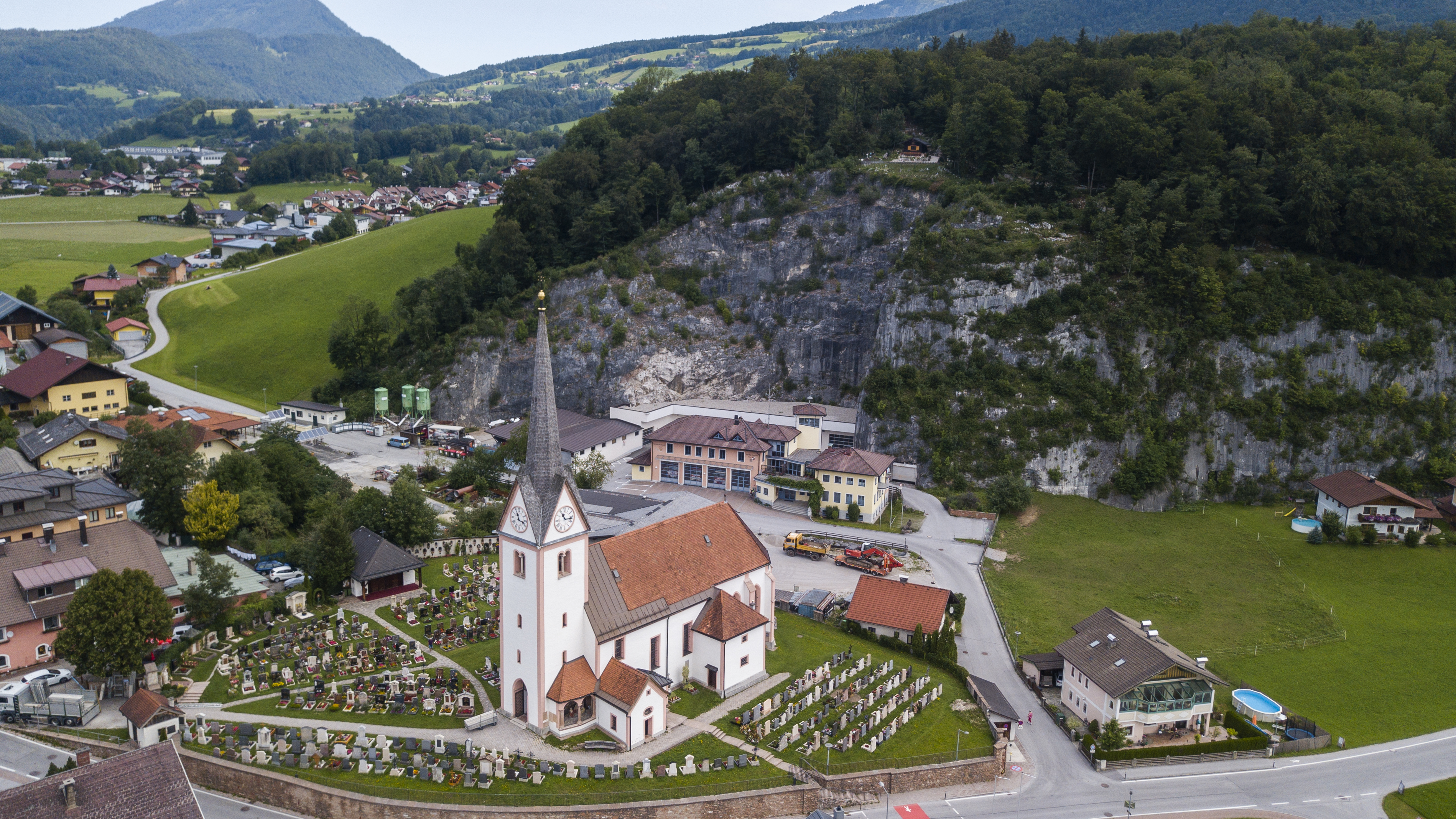
Adnet

Adnet is een gemeente in de Oostenrijkse deelstaat Salzburger Land, en maakt deel uit van het district Hallein.
Adnet telt 3435 inwoners.
Abtenau ·
Adnet ·
Annaberg-Lungötz ·
Bad Vigaun ·
Golling ·
Hallein ·
Krispl ·
Kuchl ·
Oberalm ·
Puch ·
Rußbach ·
St. Koloman ·
Scheffau
- Gemeinsame Normdatei: 4363726-7
- Library of Congress Control Number: n2004154639
- Nationale Bibliotheek van Israël: 987007480379605171
- Virtual International Authority File: 156145276
- WorldCat: E39PBJkxMqqcp3xb7YbTGc4Qbd